# Niesporowice
Niesporowice (niem. Hasselbusch) – wieś sołecka w Polsce położona w województwie zachodniopomorskim, w powiecie choszczeńskim, w gminie Pełczyce. W latach 1975–1998 miejscowość administracyjnie należała do województwa gorzowskiego. W roku 2007 wieś liczyła 158 mieszkańców.
Osada wchodząca w skład sołectwa: Kępiniec.
Kolonia wchodząca w skład sołectwa: Golejewo.

## Geografia
Wieś leży ok. 6 km na południe od Pełczyc, ok. 2 km na zachód od jeziora Pełcz.

## Historia
Wieś powstała prawdopodobnie już w XII wieku, po wykarczowaniu lasu. Pierwsze wzmianki pisane o wsi pochodzą z 1337 r., kiedy to Niesporowice stanowiły własność rycerską Henryka Garbe. Od XVI do XVIII wieku wieś należała do rodu von Waldów, następnie do rodziny du Rosen, a od 1770 r. do Augusta E. von Schönning. Na przełomie XVIII i XIX wieku rozbudowano folwark w południowej części wsi, a po wschodniej stronie powstało duże założenie parkowe. W 1818 r. Niesporowice stanowiły własność rodu von Sydow, z areałem liczącym ok. 1 050 ha. Wieś miała wówczas charakter wsi folwarcznej. Do 1945 r. majątek pozostawał prywatną własnością rodziny von Brand. Po 1945 roku dobra upaństwowiono, założono Państwowe Gospodarstwo Rolne, obecnie w zasobach ANR.

## Zabytki
Do wojewódzkiego rejestru zabytków wpisany jest:
- kościół ewangelicki z XVI w., obecnie pw. Najświętszego Serca Pana Jezusa z XVI wieku; kościół filialny, rzymskokatolicki należący do parafii pw. Matki Boskiej Królowej Polski w Przelewicach, dekanatu Barlinek, archidiecezji szczecińsko-kamieńskiej, metropolii szczecińsko-kamieńskiej. Kamienny z renesansowym portalem i drewnianą dzwonnicą.
- dwór z pocz. XX w.[6]